# Ɖorđe Mugoša
Ɖorđe Mugoša, conosciuto in America come George Mugosa (...), è un ex calciatore jugoslavo, di ruolo difensore e centrocampista.

## Carriera

### Club
Dal 1962 è in forza al Rijeka, club nella massima serie jugoslava. Con il club del Quarnaro ottiene due quarti posti nelle stagioni 1964-1965 e 1965-1966. Con il Rijeka partecipa alla Coppa Piano Karl Rappan 1962-1963, in cui raggiunge i quarti di finali del torneo e, la Coppa Piano Karl Rappan 1965-1966, con cui ottiene il quarto e ultimo posto nel girone B1.
Nel 1968 si trasferisce in America per venire ingaggiato dagli statunitensi del Boston Beacons, con cui disputa la prima edizione della North American Soccer League. Gulin con i Beacons chiuse la stagione al quinto ed ultimo posto della Atlantic Division.
Terminata l'esperienza americana torna in patria per giocare con i cadetti del Budućnost, con cui vince il Girone Sud della Druga Liga 1968-1969 ma non ottiene la promozione in massima serie a causa della sconfitta nella finale paly-off contro lo Sloboda Tuzla.